# سیاه‌چاله (مجموعه نمایش خانگی)
سیاه‌چاله یک مجموعهٔ تلویزیونی کمدی درام به کارگردانی حسین نمازی و تهیه‌کنندگی سعید خانی است. پخش این مجموعه در اردیبهشت ۱۴۰۲ از پلتفرم فیلم‌نت آغاز شد.

## داستان
این سریال، قصه زندگی مردی به نام جمشید را به تصویر می‌کشد که در شصت سالگی درگیر بیکاری و اجاره‌نشینی است. او در شرایطی که به اجبار، راهی خانه پدری در خارج شهر می‌شود. اما با فهمیدن وجود لوله‌های انتقال نفت پالایشگاه، همه چیز طور دیگری رقم می‌خورد.

## بازیگران
| بازیگر          | نقش                     | توضیحات                                      |
| --------------- | ----------------------- | -------------------------------------------- |
| حسن پورشیرازی   | جمشید خدابنده           | همسر مهری و پدر خورشید و الوند و برادر پروین |
| ژاله صامتی      | مهری                    | همسر جمشید و مادر خورشید و الوند             |
| مهران احمدی     | رستم عمویی              | همسر پروین و ناپدری فرخ                      |
| شهره سلطانی     | پروین خدابنده           | خواهر جمشید و مادر فرخ و همسر رستم           |
| الناز حبیبی     | خورشید خدابنده          | دختر جمشید و مهری                            |
| سعید عطائیان    | الوند خدابنده           | پسر جمشید و مهری                             |
| مجید نوروزی     | فرخ                     | پسر پروین و عاشق خورشید                      |
| بهرنگ علوی      | آیت آقابابایی           | برادر فائزه                                  |
| رضا بهبودی      | سرگرد فتحی              | سرگرد آگاهی                                  |
| غلامرضا نیکخواه | اکبر خدابنده/ اکبر نفتی | پدر درگذشتهٔ جمشید                            |
| بیوک میرزایی    | شاهد پرونده             | شاهد پرونده                                  |
| عباس جمشیدی‌فر   | جندقی                   | وکیل جمشید                                   |
| سعید نعمتی      | سرگرد بندری             | سرگرد آگاهی                                  |
| مهرناز افلاکیان | فائزه آقابابایی         | خواهر آیت و همسر الوند                       |
| ایمان برات‌پور   | سرباز                   |                                              |
| میثم رازفر      | ناصر مزاری              | دلال نفت                                     |
| آیان یاربیگی    | سینا خدابنده            | فرزند الوند و فائزه                          |

## انتشار
این مجموعه به صورت اختصاصی از پلتفرم فیلم نت منتشر شده است.